# Psalm 6 (Salomo)
Der 6. Psalm Salomos ist ein Psalm Salomos aus dem pseudepigraphen Buch der „Psalmen Salomos“ des Alten Testamentes der Bibel.

## Gattung
Herman Ludin Jansen bezeichnet den Psalm als eine „Art Lobgesang auf die göttliche Vergeltung“. Dabei überwiegt im Psalm der Lehrstil.

## Struktur
Der Psalm lässt sich folgendermaßen strukturieren:
1. Vers 1: Beglückwünschung dessen, der sich an Gott wendet
2. Vers 2 f.: Beschreibung des vorteilhaften Loses des Beters
3. Vers 4–5a: Das resultierende frohgemute Verhalten des Beters
4. Vers 5b–6a: Bitte des Gottesfürchtigen
5. Vers 6b: Schluss des Psalms: Kurze Doxologie